# ワイルドストロベリー (音楽ユニット)
ワイルドストロベリーは、井上喜久子とまるたまりの声優2名と、ピアニストの小笠原純子による新感覚音楽ユニット。

## 概要
2007年春から活動を開始。アニメソングをジャズアレンジした曲を歌っている。
井上は彼女の父親が若い頃にジャズのドラマーのセミプロだったため子供のころからジャズに親しんでおり、ジャズシンガーとしても活躍しているまるたのライブに行ったことがきっかけでワイルドストロベリーを結成した。

## 略歴
- 2007年9月9日：オフィシャルホームページ開設。
- 2007年11月4日：文化放送主催の「浜松町グリーン・サウンドFESTA」でお披露目ライブステージ。
- 2007年11月10日：品川プリンスホテルのクラブeXで結成披露ライブを開催。
- 2008年3月30日：東京国際アニメフェア'2008のポニーキャニオンブースでトークライブイベントを開催。ファーストミニアルバム発売決定を告知。
- 2008年4月25日：ファーストミニアルバム「アニメロディナイト」を発売。
- 2008年7月：「アニメロディライブ のいちご」を開催。
  - 7月6日：「のいちご1」吉祥寺 スターパインズカフェ
  - 7月13日：「のいちご2」川崎 セルビアンナイト
  - 7月27日：「のいちご3」秋葉原 クラブ・グッドマン
- 2008年10月 - 12月：「アニメロディライブ のいちご 4～6」を開催。
  - 10月19日：「のいちご4」江古田 バディ
  - 11月16日：「のいちご5」川崎 セルビアンナイト
  - 12月23日：「のいちご6 ワイルドストロメリー クリスマス☆スペシャルday!!」新横浜 サンフォニックスホール
- 2009年5月 - 8月：「アニメロディライブ のいちご 7～9」を開催。
  - 5月3日：「のいちご7」川崎 セルビアンナイト
  - 6月28日：「のいちご8」秋葉原 クラブ・グッドマン
  - 8月16日：「のいちご9」表参道 FAB

## アルバム
- アニメロディナイト（2008年4月25日/PCCG-00882）

1. キューティーハニー（『キューティーハニー』OPテーマ）
2. バビル2世（『バビル2世』OPテーマ）
3. 乙女のポリシー（『美少女戦士セーラームーンR』EDテーマ）
4. GO! GO! トリトン（『海のトリトン』主題歌）
5. ロマンティックあげるよ（『ドラゴンボール』EDテーマ）
6. 残酷な天使のテーゼ（『新世紀エヴァンゲリオン』OPテーマ）

- アニメロディナイトII（2011年6月15日/PCCG-90068）

1. ハレ晴レユカイ（『涼宮ハルヒの憂鬱』EDテーマ)
2. 今日もどこかでデビルマン（『デビルマン』EDテーマ）
3. 魔女っ子メグちゃん（『魔女っ子メグちゃん』OPテーマ）
4. 創聖のアクエリオン（『創聖のアクエリオン』OPテーマ）
5. デビルマンのうた（『デビルマン』OPテーマ）
6. ありがとうふぉーえばー（オリジナル）